# Station Berlin Jungfernheide
Berlin Jungfernheide is een spoorweg- en S-Bahn- in het Berlijnse stadsdeel Charlottenburg. Het station ligt nabij de Spree en het Westhafenkanaal en werd in 1894 geopend aan de Ringbahn. Naast treinen van de S-Bahnringlijn stoppen er regionale treinen van de Duitse spoorwegen. Het gelijknamige metrostation opende in 1980. Hier halteert lijn U7.

## S-Bahn en spoorwegen
De eerste spoorlijn op de plaats waar nu station Jungfernheide ligt was de Hamburger Bahn, die Berlijn in 1846 met Hamburg ging verbinden. Vijfentwintig jaar later, in 1871, gingen ook de treinen van de Lehrter Bahn (Berlijn - Lehrte - Hannover) het Gutsbezirk Jungfernheide passeren, overigens zonder te stoppen, want een station was er nog niet. In hetzelfde jaar werd het eerste (oostelijke) deel van een ringspoorlijn om het Berlijnse stadscentrum geopend tussen Moabit (Westhafen) en het Potsdamer Bahnhof. Zes jaar later opende ook het westelijke deel van de lijn, die bij Jungfernheide op de Hamburger en Lehrter Bahn aansloot: de ring was gereed. De Ringbahn werd zowel gebruikt voor het goederenvervoer als door stadstreinen, alles uiteraard met stoomtractie. Op 1 mei 1894 stopten de eerste stadstreinen in het nieuwe station Jungfernheide. In 1908 gingen ook de voorstadsdiensten over de Lehrter en Hamburger Bahn naar Wustermark en Nauen het station aandoen, waartoe een tweede eilandperron (B) ten zuiden van het bestaande perron (A) langs de Ringbahn werd aangelegd.
In de jaren 1920 werd een groot aantal (voor)stadsspoorlijnen in en om Berlijn geëlektrificeerd. De eerste elektrische Ringbahntreinen stopten op 1 februari 1929 in station Jungfernheide. Een jaar later gingen de hoofdstedelijke elektrische spoorlijnen het S-Bahnnet vormen. Station Jungfernheide was ondertussen opnieuw met één perron uitgebreid. Het elektronicaconcern Siemens & Halske was namelijk in 1927 begonnen met de bouw van een aftakking van de Ringbahn naar de Siemensstadt, om de arbeiders efficiënt naar de fabrieken te kunnen vervoeren. De Siemensbahn, vanaf het begin uitgevoerd als elektrische spoorweg, vond op 15 november 1929 zijn eindpunt in station Jungfernheide, dat hiertoe heringericht was. Ongeveer 200 meter ten oosten van de reeds bestaande perrons verrees het perron C, waar naast de treinen van de Siemensbahn ook de ringtreinen tegen de klok in gingen stoppen. Een bijzonderheid was dat treinen komend van Gartenfeld (het westelijke eindstation van de Siemensbahn) tweemaal in Jungfernheide stopten: eerst aan perron A en vervolgens, tenzij er verder doorgereden werd over de Ringbahn, aan perron C. In 1975 werd perron C echter afgebroken in verband met de aanleg van metrolijn U7. De treinen van de Siemensbahn gingen voortaan doorrijden naar station Beusselstraße.

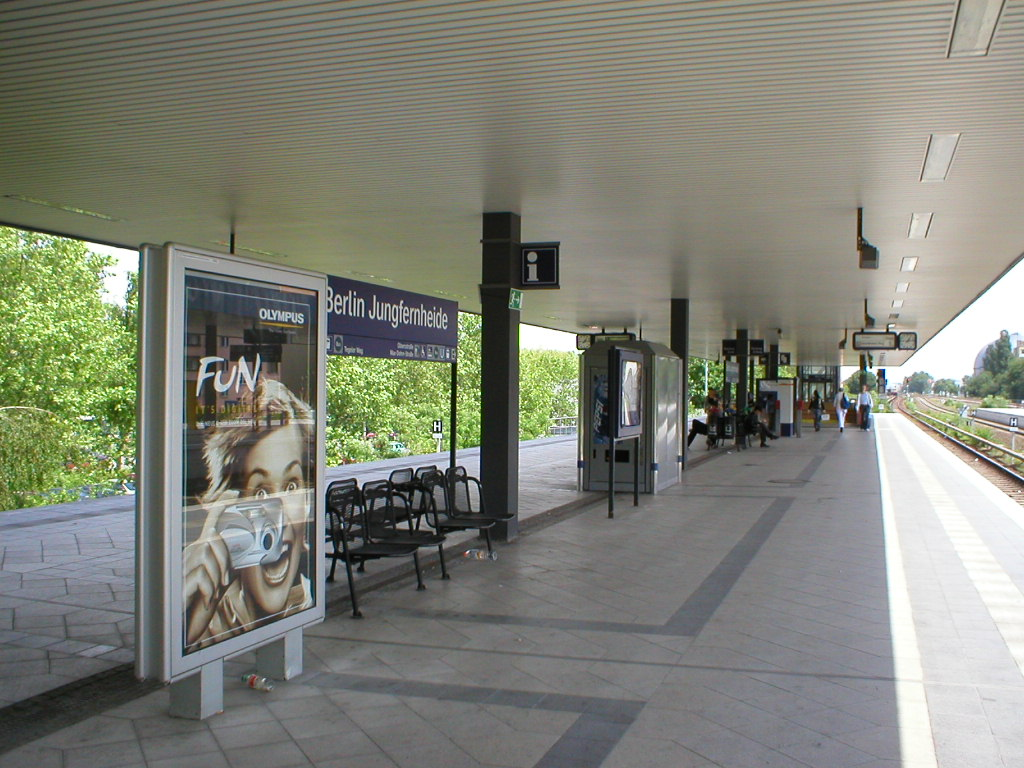
Het S-Bahnperron van station Jungfernheide

Aan het einde van de Tweede Wereldoorlog moest het station ruim een maand zijn deuren sluiten: treinen reden er niet meer. De deling van Berlijn in een oostelijk en een westelijk deel zou echter grotere gevolgen hebben. Al snel viel het doek voor de regionale diensten naar de inmiddels in de DDR gelegen Berlijnse voorsteden. Na de bouw van de Muur in 1961 volgde in West-Berlijn bovendien een grootschalige boycot van de S-Bahn, die ook in het westen van de stad door de Oost-Duitse Spoorwegen (Deutsche Reichsbahn) werd geëxploiteerd. Na een staking van het westelijke S-Bahnpersoneel in 1980 sneed de DR aanzienlijk in de toch al magere dienstregeling in West-Berlijn; de Ringbahn en de Siemensbahn zouden niet meer bediend worden, station Jungfernheide werd gesloten.
Ook nadat het stadsvervoerbedrijf BVG de exploitatie van het westelijke S-Bahnnet in 1984 van de DR had overgenomen bleven de Ringbahn en Siemensbahn buiten gebruik. Na de Duitse hereniging werd in 1992 een provisorische voorstadsdienst tussen Jungfernheide en Nauen ingesteld. In 1994 moest deze dienst wijken voor de heraanleg van de S-Bahnring, waarvan het zuidelijke deel in december 1993 was heropend (tot aan station Westend). Op 15 april 1997 reden de S-Bahntreinen voor het eerst weer door naar Jungfernheide, dat voorlopig het eindpunt zou zijn. Tussen 1999 en 2002 werd het laatste ontbrekende deel van de ring, tussen Jungfernheide en Gesundbrunnen, hersteld. In 2006 voerde men de Vollring-dienst (doorgaande treinen over de gehele ring) opnieuw in; sindsdien wordt station Jungfernheide bediend door de lijnen S41 (ring met de klok mee) en S42 (tegen de klok in). De nog altijd buiten gebruik zijnde Siemensbahn is inmiddels deels opgebroken en bevindt zich in vervallen staat.
In het kader van het Pilzkonzept, een grootschalig hervormingsplan voor de treinenloop in Berlijn, werd ook de parallel aan de Ringbahn verlopende reguliere spoorlijn heraangelegd. Deze lijn, die op 28 mei 2006 in gebruik kwam, voert in het oosten naar het op dezelfde dag geopende Berlin Hauptbahnhof en van daar door de Tiergartentunnel naar het zuiden. Jungfernheide werd wederom een spoorwegstation, bediend door RegionalExpress-lijn RE4 (Wismar - Luckenwalde).